# Wesley Chapel (North Carolina)
Wesley Chapel is een plaats (village) in de Amerikaanse staat North Carolina, en valt bestuurlijk gezien onder Union County.

## Demografie
Bij de volkstelling in 2000 werd het aantal inwoners vastgesteld op 2549.
In 2006 is het aantal inwoners door het United States Census Bureau geschat op 3625, een stijging van 1076 (42,2%).

## Geografie
Volgens het United States Census Bureau beslaat de plaats een oppervlakte van
21,8 km², geheel bestaande uit land.

## Plaatsen in de nabije omgeving
De onderstaande figuur toont nabijgelegen plaatsen in een straal van 12 km rond Wesley Chapel.